# Wallberg
Pour les articles homonymes, voir Wallberg (homonymie).
Le Wallberg est un sommet des Alpes, à 1 723 m d'altitude, dans les Préalpes bavaroises, et précisément dans le chaînon de Mangfall, en Allemagne (Bavière).
Elle se situe au sud de Münich, avec la ville de Rottach-Egern à son pied, au bord du lac Tegern.